# 朴惠善
朴惠善（1950年—），朝鲜族，中华人民共和国政治人物、第十一届全国政协委员。
担任延边大学医学部药学院副院长。2008年，当选第十一届全国政协委员，代表少数民族界，分入第四十九组。